# Twinkle (software)
Twinkle is een open-source VoIP-applicatie voor Linux die gebruikmaakt van het protocol SIP en wat betreft zijn gebruikersinterface van Qt. Het programma is niet verbonden aan een SIP-dienstverlener, maar kan verbonden worden met vele SIP-dienstverleners en -netwerken, zolang de audiocodecs maar worden ondersteund en de dienstverlener voldoende voldoet aan de SIP-standaarden.

## Mogelijkheden
Twinkle ondersteunt alleen audio en dus geen video. Versie 1.4.2 heeft onder andere de volgende mogelijkheden:
- De optie om met meerdere SIP-diensten tegelijkertijd te verbinden, zoals Gizmo5, VoipBuster, en SIP-diensten van iemands zijn of haar internetprovider.
- Twee lijnen
- Drielijns conferenties
- Automatisch beantwoorden van inkomende verbindingen
- Automatisch en handmatig doorverbinden van inkomende verbindingen
- De optie om bepaalde scripts te draaien wanneer er bijvoorbeeld een bepaald persoon belt
- DTMF
- STUN
- Integratie met KAddressBook.
- Ondersteuning voor ALSA en OSS
- Ondersteuning voor meerdere talen, waaronder Nederlands.
- De mogelijkheid om per verbindingsprofiel de gewenste volgorde van de codecs in te stellen.
- Instant messaging
- SIP over TCP

## Audiocodecs
- G.711 A-law
- G.711 μ-law
- GSM
- Speex smalband, Speex breedband en Speex ultra breedband
- iLBC